# Liste der Monuments historiques in Saint-Paul-de-Vence
Die Liste der Monuments historiques in Saint-Paul-de-Vence führt die Monuments historiques in der französischen Gemeinde Saint-Paul-de-Vence auf.

## Liste der Bauwerke
| Bezeichnung                               | Beschreibung | Standort                           | Kennzeichnung | Schutzstatus | Datum | Bild           |
| ----------------------------------------- | ------------ | ---------------------------------- | ------------- | ------------ | ----- | -------------- |
| Collégiale de la Conversion-de-Saint-Paul |              | (Lage)                             | PA00080844    | Classé       | 1921  | weitere Bilder |
| Tour de la mairie                         |              | (Lage)                             | PA00080848    | Classé       | 1922  | weitere Bilder |
| Befestigungsanlagen und Friedhof          |              | (Lage)                             | PA00080847    | Classé       | 1945  | weitere Bilder |
| Stadttor                                  |              | (Lage)                             | PA00080846    | Inscrit      | 1926  | weitere Bilder |
| Arceau du Pontis                          |              | Rue Grande (Lage)                  | PA00080843    | Inscrit      | 1932  | weitere Bilder |
| Brunnen                                   |              | Place de la Grande-Fontaine (Lage) | PA00080845    | Inscrit      | 1932  | weitere Bilder |
| Kapelle Notre-Dame de la Gardette         |              | (Lage)                             | PA00125707    | Inscrit      | 1993  | weitere Bilder |

## Liste der Objekte
Zum Verständnis siehe: Kirchenausstattung
- Monuments historiques (Objekte) in Saint-Paul-de-Vence in der Base Palissy des französischen Kultusministeriums